# Tichon Nikolajevič Chrennikov
Tichon Nikolajevič Chrennikov (rusky Тихон Николаевич Хренников; 28. května jul. / 10. června greg. 1913 Jelec – 14. srpna 2007 Moskva) byl ruský hudební skladatel a pedagog.

## Život
Tichon Chrenikov se narodil v Jelce v Lipecké oblasti v Rusku v rodinně kupce jako desáté dítě. Hudbou se začal zabývat po vyslechnutí koncertu klavíristy V. P. Agarkova. Na jeho radu dokončil v Jelcích středoškolská studia a v roce 1929 vstoupil do Hudebního učiliště Gněsiných (Музыкальное училище имени Гнесиных) v Moskvě. Školu absolvoval v roce 1932 a stal se studentem Moskevské konzervatoře. Jeho učiteli byli Vissarion Jakovlevič Šebalin a Genrich Nejgauz. Již během studia na konzervatoři pracoval v Moskevském divadle pro děti, které vedla Natálie Sacová. Konzervatoř dokončil v roce 1936 a v roce 1941 se stal ředitelem hudební části Divadla ruské armády.
Vedle čistě hudební činnosti se silně angažoval i politicky. Již ve třicátých letech se stal členem svazu skladatelů a představoval tak „skladatelskou mládež“. Účastnil se boje proti tzv. formalismu v hudbě i útoků na Sergeje Prokofjeva a Dmitrije Šostakoviče. V roce 1939 napsal operu Do bouře (В бурю), která se podle tehdejší kritiky stala „prvním úspěšným pokusem o zpracování revolučního téma v hudbě“. Poprvé se také na scéně objevila osoba V. I. Lenina. Jeho díla měla úspěch. Komponoval hudbu k filmům i divadelním hrám. Ani po smrti Josifa Vissarionoviče Stalina neztratil svůj vliv. Nadále ovládal oficiální sovětskou hudební scénu, udržoval stranickou linii v hudbě, účastnil se pronásledování ruské hudební avantgardy i boje proti tzv. sionismu v hudbě včetně pronásledování skladatelů židovského původu. Od roku 1961 přednášel na Moskevské státní konzervatoři (v roce 1966 byl jmenován profesorem). Obdržel bezpočet státních cen a vyznamenání.
V posledních deseti letech svého života se negativně vyjadřoval o lídrech perestrojky, rozpadu Sovětského svazu a likvidaci jeho struktur. Zemřel v Moskvě 14. srpna 2007. Podle svého přání byl pochován ve své rodné obci. Na jeho hrobě byl postaven pravoslavný kříž a v jeho blízkosti busta skladatele od sochaře Lva Kerbela.

## Společenská a politická činnost
- člen Komunistické strana Sovětského svazu od roku 1947
- Člen ústřední revizní komise Komunistické strany Sovětského svazu (1961–1976)
- Poslanec Nejvyššího sovětu Sovětského svazu (1962–1989)
- Generální (1948–1957) a první (1957–1991) tajemník Svazu skladatelů Sovětského svazu
- Prezident hudební sekce Všesvazové společnosti pro kulturní styky se zahraničím (od r. 1949)
- Prezident Sdružení hudebníků Svazu sovětských společností pro přátelství se zahraničím (1975)
- Člen Sovětského výboru obránců míru (1948)
- Předseda Organizačního výboru Mezinárodní soutěže Petra Iljiče Čajkovského v Moskvě (od r. 1978)
- Předseda Organizačního výboru 1. Mezinárodního hudebního festivalu v SSSR (1981)
- Předseda Konkurzu mladých skladatelů Ruska
- Člen Národní akademie filmových umění a věd Ruska

## Ocenění

### Tituly a ceny
- Zasloužilý umělec RSFSR (1950)

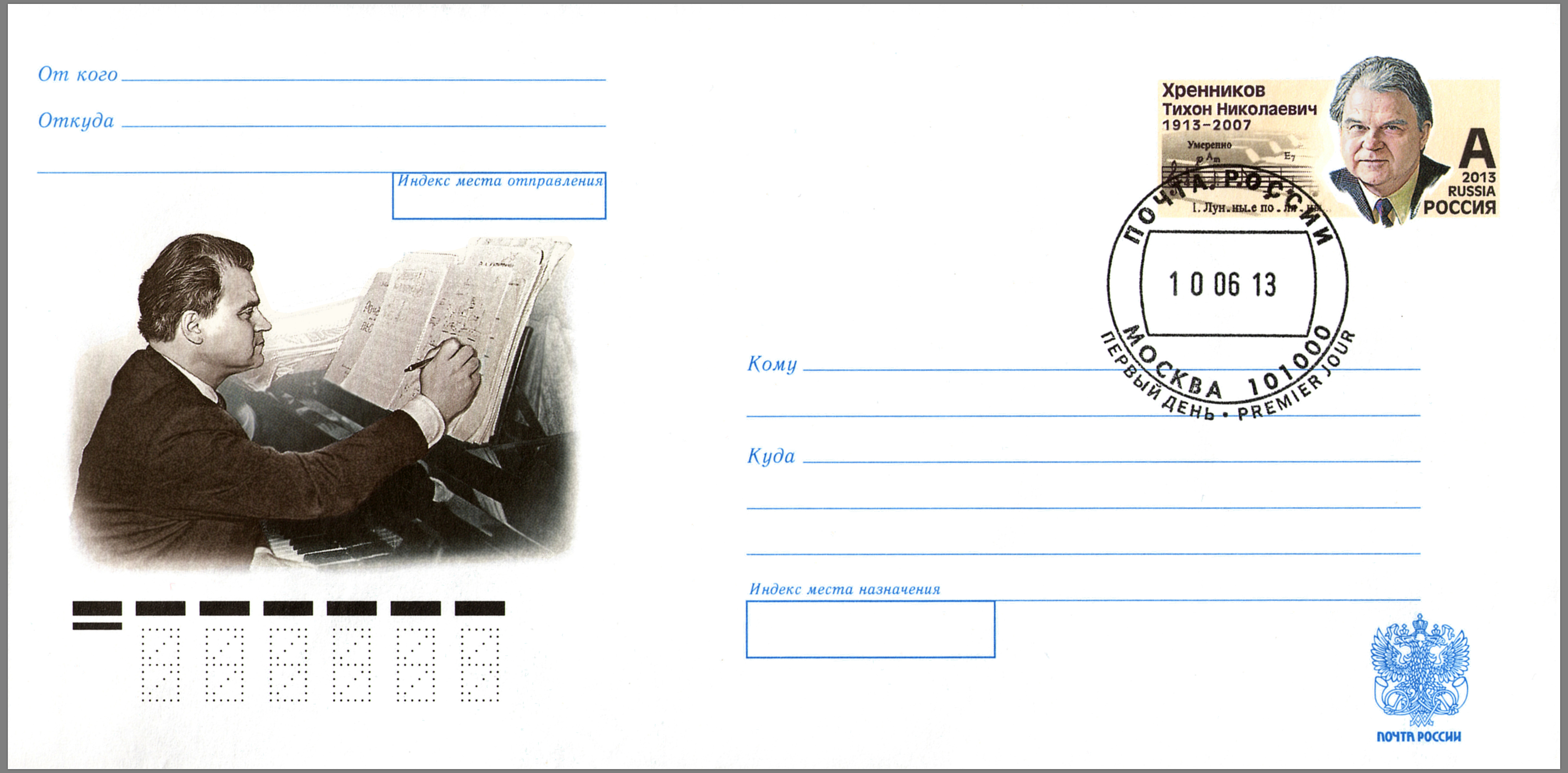
Poštovní známka a obálka s portrétem skladatele.

- Stalinova cena (za hudbu k filmům: Свинарка и пастух – 1942; В шесть часов вечера после войны – 1946; Донецкие шахтёры – 1952)
- Národní umělec RSFSR (1954)
- Národní umělec SSSR (1963)
- Státní cena SSSR za cyklus instrumentálních koncertů (1967)
- Leninova cena za 2. klavírní koncert (1974)
- Státní cena RSFSR M. I. Glinky za 2. houslový koncert (1979)
- Cena prezidenta Ruské federace (2003)

### Vyznamenání
- Hrdina socialistické práce (1973)
- Čtyřikrát Leninův řád (1963, 1971, 1973, 1983)
- Dvakrát Řád práce rudého praporu (1966,1988)
- Řád cti (1998)
- Medaile Za statečnost ve Velké vlastenecké válce (1946)
- Medaile Za obranu Moskvy (1946)
- Medaile Za vítězství nad Německem ve Velké vlastenecké válce 1941-1945 (1946)
- Medaile Na paměť 800 let Moskvy (1947)
- Medaile Dvacet let od vítězství ve Velké vlastenecké válce 1941-1945 (1965)
- Medaile Třicet let od vítězství ve Velké vlastenecké válce 1941-1945 (1975)
- Medaile Čtyřicet let od vítězství ve Velké vlastenecké válce 1941-1945 (1985)
- Medaile Veterán práce (1995)
- Medaile 50 let od vítězství ve Velké vlastenecké válce 1941-1945 (1995)
- Medaile Na paměť 850 let Moskvy (1997)
- Medaile 60 let od vítězství ve Velké vlastenecké válce 1941-1945 (2005)
- Medaile Za upevnění bojového přátelství

### Mezinárodní ocenění
- Medaile Za zásluhy o polskou kulturu (Polsko)
- Medaile Přátelství (Mongolsko)
- Stříbrná medaile Světové rady míru (1959)
- Vyznamenání Cyrila a Metoděje 1. stupně (Bulharsko, 1968)
- Člen korespondent německé akademie umění (NDR, 1970)
- Medaile 25 let lidové moci (NDR, 1970)
- Člen Tiberijské akademie (Itálie, 1976)
- Cena UNESCO (1977)
- Člen Zlaté legie (Itálie, 1981)
- Medaile 100 let nod narození Jiřího Dimitrova (1882–1982) (Bulharsko)
- Medaile Hvězda přátelství mezi národy (NDR, 1983)
- Člen Akademie Santa Cecilia (Itálie, 1984)
- Medaile Za zásluhy o kulturu (Rumunsko, 1985)
- Medaile Richarda Strause (NDR, 1985)
- Důstojník Řádu umění a literatury (Francie, 1994)
- Mozartova medaile UNESCO (2003)

Mnoho dalších vyznamenání společenských organizací, čestných občanství obcí apod.

## Dílo
Je autorem osmi oper, pěti baletů, devíti instrumentálních koncertů, hudby ke třiceti filmům a mnoha dalších děl komorní, vokální, symfonické i scénické hudby.

### Opery
- Do bouře (libreto A. M. Fajko podle románu Samota N. E. Virta (1939, revize 1952)
- Frol Skobejev (libreto S. Cenin na motivy Komedie o ruském dvořanu Frole Skobejejovi D. Averkijeva, 1950, revize 1966)
- Matka (libreto A. M. Fajko podle stejnojmenného románu Maxima Gorkého, 1957)
- Мальчик-великан, dětská opera, libreto Natalie Sadová a Nikola Šestaková podle hry Nikoly Šestakové, 1969)
- Много шума из-за… сердец (libreto Boris Pokrovskij podle Williama Shakespeara, 1972)
- Доротея (libreto J. Chaleckij podle hry The Duenna Richarda B. Sheridana, 1983)
- Золотой телёнок (libreto J. Chaleckij na motivy stejnojmenného románu Ilfa a Petrova, 1984)
- Голый король (podle stejnojmenné divadelní hry Jevgenije Lvoviče Švarce, 1988)

### Balety
- Наш двор (pro děti, 197)0
- Любовью за любовь (podle W. Shakespeara: Mnoho povyku pro nic, 1976)
- Гусарская баллада (1979)
- Наполеон Бонапарт (1995)
- Капитанская дочка (podle povídky A. S. Puškina, 1999)

### Operety
- Сто чертей и одна девушка (1963)
- Белая ночь (1967)
- Чудеса, да и только! (muzikál pro děti, 2001)
- В 6 часов вечера после войны (2003)

### Orchestrální skladby
- Klavírní koncert č. 1 (1933)
- Suita z hudby k filmu Мик (1934)
- Symfonie č. 1 (1935)
- Suita z hudby k filmu Много шума из ничего (1936)
- Suita z hudby k filmu Don Quichot (1936)
- Symfonie č. 2 (1942, revize 1944)
- Koncert pro housle a orchestr č. 1 (1959)
- Koncert pro violoncello a orchestr č. 1 (1964)
- Klavírní koncert č. 2 (1972)
- Symfonie č. 3 (1974)
- Koncert pro housle a orchestr č. 2 (1975)
- Valčík Татьянин день k 250 výročí Univerzity Lomonosova (04)
- Suita z hudby k baletu Любовью за любовь (1982)
- Suita z hudby k baletu Гусарская баллада (1983)
- Klavírní koncert č. 3 (1983)
- Koncert pro violoncello a orchestr č. 2 (1986)
- Koncert pro klavír, smyčcový orchestr a bicí č. 4 (1991)

### Komorní hudba
- Sonáta pro housle a violoncello (1932)
- 5 skladeb pro klavír (1933)
- 3 skladby pro klavír (1935)
- 3 skladby pro housle a klavír (1978)
- Smyčcový kvartet č. 1 (1989)
- Sonáta pro violoncello a klavír (1989)
- 5 skladeb pro dechové nástroje (1990)
- Smyčcový kvartet č. 2 (1993)
- 6 dětských skladeb pro klavír (2002)

### Sbory
- 3 básně pro sbor a capella na verše N. A. Někrasova (1971);
- Есть на севере хороший городок (slova V. M. Gusev, 1942),
- Уральцы бьются здорово (slova Agnija Lvovna Barto a další, 1942)
- 3 básně pro sbor a capella na verše N. A. Někrasova (1990)
- Живи, Елец! (1996)
- Вечерняя заря (slova Lev Nikolajevič Modzalevskij, 2001)

### Filmová hudba
- Московские окна (2001)
- Два товарища (2000)
- Люблю (krátký film, 1993)
- Маша и три медведя (krátký film, 1989)
- Умные вещи (1983)
- Любовью за любовь (1983)
- Операция на сердце (1982)
- Любимые песни (krátký film, 1982)
- Копилка (1980)
- Антарктическая повесть (1979)
- Дуэнья (1978)
- Время выбрало нас (1978)
- Додумался, поздравляю! (1976)
- Таланты и поклонники (1973)
- Вера, Надежда, Любовь (1972)
- Руслан и Людмила (1972)
- Трое (1969)
- Пароль не нужен (1967)
- Товарищ Арсений (1964)
- Гусарская баллада (1962)
- Капитанская дочка (1958)
- Много шума из ничего (1956)
- Верные друзья (1954)
- Кавалер Золотой Звезды (1950)
- Донецкие шахтеры (1950)
- Поезд идёт на восток (1947)
- В шесть часов вечера после войны (1944)
- Свинарка и пастух (1941)
- Борьба продолжается 1938()
- Мать (1926)

Kromě toho komponoval scénickou hudbu pro divadla a je autorem mnoha písní na verše ruských a sovětských básníků.